# Ialoveni (distrikt)
Ialoveni ( moldaviska: Raionul Ialoveni, ryska: Яловенский район) är ett distrikt i Moldavien. Det ligger i den centrala delen av landet. Antalet invånare är 96 436. Arean är 783 kvadratkilometer.
Terrängen i Ialoveni är huvudsakligen platt, men åt nordväst är den kuperad.
Distrikthuvudorten är Ialoveni.